# J Soul Brothers (J Soul Brothersのアルバム)
『J Soul Brothers』（ジェイ・ソウル・ブラザーズ）は、J Soul Brothersの1枚目のアルバムである。2009年2月25日にrhythm zoneから発売された。

## 概要
J Soul Brothers（二代目）のメジャーデビュー作である。発売日の4日後、2009年3月1日に活動を終了したため、グループにとって最初で最後のアルバムとなった。初代を含め、J Soul Brothersがアルバムを発売したのは本作が初めてだった。
「CD+DVD」「CDのみ」のそれぞれに初回盤が存在する4形態で発売。「CD+DVD」と「CDのみ」ではジャケットも異なる。
CDには、インディーズレーベルRhythm REPUBLICから発売したシングル4作に加え、EXILEの「Lovers Again」、J Soul Brothers（初代）の「Fly away」のカバーなどを収録。
初回盤限定の特典として、CDには通常盤の収録曲の他にボーナストラック2曲を、またDVDには通常盤の収録映像の他に、EXILEとのコラボ曲「24karats」のライブ映像 (先行収録)とバックステージ映像、更には結成からメジャーデビューまでを追ったドキュメント映像を収録。
デビュー記念日となった発売日当日は、ラゾーナ川崎プラザでイベントを行った。発売日の2日後、2009年2月27日にテレビ朝日系『ミュージックステーション』に初出演し、アルバムのリード曲「GENERATION」を披露した。

### 期間限定生産盤
2011年にグループが一時的に復活。『二代目J Soul Brothers VS 三代目J Soul Brothers Live Tour 2011 〜EXILE TRIBE〜』の開催を記念して、同年6月15日から8月31日までの生産分に限り、同アルバムの初回限定豪華盤が期間限定生産盤として完全復活した。グループ名が"J Soul Brothers"から"二代目J Soul Brothers"に変更となったが、収録内容は2009年に発売されたオリジナル商品と全く同じ内容となった。

## 収録曲

### CD
1. J.S.B. Is Back（4:14）
作詞・作曲：Nao'ymt
  - 1枚目のシングル『WE!』カップリング曲
2. WE!（3:56）
作詞：michico / 作曲：T.Kura, michico / 編曲：T.Kura
  - 1枚目のシングル表題曲、ミュージックビデオは、EXILEのベストアルバム『EXILE ENTERTAINMENT BEST』にも収録されている。
3. FREAKOUT!（3:28）
作詞・作曲・編曲：STY
  - 2枚目のシングル表題曲
4. IT'S ALRIGHT（4:01）
作詞・作曲・編曲：lil' showy
  - 3枚目のシングル『Be On Top』カップリング曲
5. let it go（4:51）
作詞・作曲・編曲：HIRO (Digz, inc)
  - 2枚目のシングル『FREAKOUT!』カップリング曲
6. My Babygirl（4:01）
作詞：STY / 作曲・編曲：lil' showy
7. My Place（4:07）
作詞：NESMITH / 作曲・編曲：春川仁志
  - 4枚目のシングル表題曲、メンバーのNESMITHが初めて作詞を担当した。
8. Fly Away（4:28）
作詞・作曲：SASA / 編曲：Yuta Nakano
  - 初代J Soul Brothersの3rdシングルをNESMITH、SHOKICHIで歌い直したもの。
9. Be On Top（4:45）
作詞：michico / 作曲：T.Kura, michico / 編曲：T.Kura
  - 3枚目のシングル表題曲
10. FASTER, DEEPER, HARDER feat. DOBERMAN INC（5:01）
作詞：michico, P-CHO, GS, KUBO-C, TOMOGEN / 作曲：T.Kura, michico, Tak Nakazawa / 編曲：T.Kura
11. Make It Real（4:32）
作詞・作曲：Nao'ymt
  - 4枚目のシングル『My Place』カップリング曲
12. Lovers Again（4:38）
作詞：Kiyoshi Matsuo / 作曲：Jin Nakamura / 編曲：UTA
  - EXILEの22枚目シングルのカバー
13. Last Love Song（4:07）
作詞：ATSUSHI, michico / 作曲：ATSUSHI, T.Kura / 編曲：T.Kura
14. GENERATION（4:14）
作詞：Kenn Kato / 作曲：BACH LOGIC, ERIK LIDBOM / 編曲：BACHLOGIC
  - 本作のリードトラックとして制作された曲[9]。
  - 歌詞中にEXILEの過去の作品タイトルが出てくる[9]。
  - EXILEの30枚目のシングル『THE MONSTER 〜Someday〜』でEXILEがカバーした[10]。
  - 三代目 J Soul Brothersの1枚目のアルバム『J Soul Brothers』で二代目 J Soul Brothers + 三代目 J Soul Brothersとしてカバー[11]
15. 24karats feat. J Soul Brothers and DOBERMAN INC（5:47） / EXILE
作詞：STY, CHO, GS, KUBO-C, TOMOGEN / 作曲：Bach Logic, STY
  - 初回限定盤ボーナストラック
  - EXILEの28枚目のシングル『The Birthday 〜Ti Amo〜』カップリング曲
  - EXILEとしての曲
16. My Buddy part. II（4:00） / EXILE TAKAHIRO + NESMITH, SHOKICHI (J Soul Brothers)
作詞：TAKAHIRO, michico / 作曲：T.Kura, michico
  - 初回限定盤ボーナストラック
  - EXILEのボーカル TAKAHIROとJ Soul Brothersのボーカル NESMITH, SHOKICHIによる曲。
  - EXILEのベストアルバム『EXILE ENTERTAINMENT BEST』収録曲の続編

| #   | タイトル                                                                                             | 作詞 | 作曲・編曲 | 監督               |
| --- | --- | ---- | ---------- | ------------------ |
| 1.  | 「WE!」(Music Video)                                                                                 |      |            | Hiroaki Hobo       |
| 2.  | 「FREAKOUT!」(Music Video)                                                                           |      |            | Hiroaki Hobo       |
| 3.  | 「Be On Top」(Music Video)                                                                           |      |            | Hiroaki Hobo       |
| 4.  | 「My Place」(Music Video)                                                                            |      |            | Takahide Ishii     |
| 5.  | 「GENERATION」(Music Video)                                                                          |      |            | Takahide"taka"Ishi |
| 6.  | 「WE!」(Making)                                                                                      |      |            | Kenichi Ebisawa    |
| 7.  | 「FREAKOUT!」(Making)                                                                                |      |            | Kenichi Ebisawa    |
| 8.  | 「Be On Top」(Making)                                                                                |      |            | Kenichi Ebisawa    |
| 9.  | 「My Place」(Making)                                                                                 |      |            | Kenichi Ebisawa    |
| 10. | 「GENERATION」(Making)                                                                               |      |            | Minoru Kieda       |
| 11. | 「24karats -EXILE LIVE TOUR "EXILE PERFECT LIVE 2008" - at TOKYO DOME 〔LIVE映像〕」(初回盤限定特典) |      |            | Hiroaki Hobo       |
| 12. | 「24karats -EXILE LIVE TOUR "EXILE PERFECT LIVE 2008"- 〔Backstage映像〕」(初回盤限定特典)           |      |            |                    |
| 13. | 「J Soul Brothers -ドキュメント- 〔Special映像〕」(初回盤限定特典)                                   |      |            |                    |

## タイアップ
- Be On Top -
  - 日本テレビ系『プリズン・ブレイクシーズン3』テーマソング
  - 「ミュゥモ」TV-CMソング
- My Place - テレビ東京系『嘉納杯柔道ワールドグランプリ』テーマソング
- GENERATION - 日本テレビ系『EXILE GENERATION』テーマソング

## カバー
| 収録作品                            | 楽曲       | アーティスト           |
| ----------------------------------- | ---------- | ---------------------- |
| シングル『THE MONSTER 〜Someday〜』 | GENERATION | EXILE                  |
| アルバム『J Soul Brothers』         | GENERATION | 三代目 J Soul Brothers |